# Габриэль, Гавино
Гавино Габриэль (итал. Gavino Gabriel; 15 августа 1881, Темпио-Паузания, провинция Ольбия-Темпио, Сардиния — † 28 ноября 1980, Рим) — итальянский музыковед, композитор, публицист.

## Биография
Окончил лицей в Кальяри. Получив в 1905 году степень по литературе в Пизанском университете, в следующем году переехал во Флоренцию. Публиковал статьи о народной музыке, в 1910 году посетил Лондон с лекцией-концертом фолк-музыки. Между 1913 и 1914 презентовал лирическую оперу «Юра». Переписывался с драматургом и поэтом Д’Аннунцио, Габриеле.
В 1922-1925 годах работает в Милане, изучает и популяризирует новые способы воспроизведения звука, выступает с лекциями и демонстрациями при содействии министра образования Джованни Джентиле. Плодом этих лет было издание собственных методических материалов для школ («"Grammofono"», Милан, 1922), которые затем использовали в обучении.
С 1922 года дружил с Умберто Джордано, вместе с ним по заказу Бенито Муссолини написал «Гимн десятилетия» (1932). В 1928 году в Кальяри поставил оперу «Юра». В 1932 году назначен директором института "Discoteca di Stato", которая имела целью собирать звукозаписи и интервью с голосами выдающихся итальянцев. В 1936 году приглашен присоединиться к редактированию журнала «Asmara La Nuova Eritrea» в Эритрее. Габриэль оставался там до 1953 года, работал консультантом и переводчиком, выучил несколько африканских языков. Организовал радиостанцию, которую уничтожено во время бомбардировок 1941. В том же году начал сотрудничать с британской администрацией в Эритрее.
В 1953 году вернулся в Италию, где продолжил культурно-образовательную деятельность по исследованию и записи музыкального фольклора. Как композитор опубликовал «Сочинения для фортепиано» (1952) и «Триптих для фортепиано» (1952).

## Публикации
- Canti e cantadori della Gallura, Rivista musicale italiana, XVII, 1910, pp. 926–950
- Canti di Sardegna, Italica Ars, Milano, 1923
- Programma discografico analitico per l'impiego del "Grammofono" educativo nelle scuole elementari italiane, (con due relazioni su gli esperimenti compiuti...), 1923-1924
- Musica a centimetri: avvisaglie e schermaglie fonografiche; prefazione di Giovanni Gentile, Roma, 1934